# Polkos
Los denominados Polkos eran civiles que durante la Guerra México - Estados Unidos, de 1846 a 1848, formaron varios regimientos de la Guardia Nacional en la Ciudad de México, y cuyos orígenes sociales, pero sobre todo sus creencias religiosas y políticas, los hacían chocar abiertamente con el gobierno del vicepresidente Valentín Gómez Farías, siendo un reflejo más de la situación de inestabilidad política y social que sufría la república mexicana desde 1828, y que se había agravado en plena guerra contra los estadounidenses.
Las leyes de desamortización de bienes eclesiásticos de abril de 1847 fueron un pretexto para que los grupos de discordantes con el vicepresidente Gómez Farías comenzaran una revuelta armada que tendría como consuecuencia inmediata la salida del político liberal de su cargo, y en el plano de la guerra, que el puerto de Veracruz no recibiera el apoyo militar que necesitaba para hacer frente a los estadounidenses, el cual consistía en la llegada de los batallones de la Guardia Nacional. Los batallones insurrectos, o de polkos, fueron el Hidalgo, Morelos, Victoria, Allende y de Artillería de Mina; aunque más tarde estos batallones tendrían su oportunidad de redimirse al participar de manera activa y valiente en las jornadas bélicas del valle de México, que marcarían el final de la guerra y la entrada del ejército estadounidense a la Ciudad de México el 15 de septiembre de 1847. 

## Etimología
El origen del término "polko" se debe a que muchos de los miembros de estos cuerpos de guardias nacionales, quienes pertenecían a estratos socioeconómicos altos, tenían gran gusto por las entonces populares "polkas". El apelativo (polkos) lo recibieron antes de que se produjera el levantamiento armado que depondría al vicepresidente Gómez Farías. Suelen ser asociados como traidores a la patria, pues el apelativo antes mencionado comparte de alguna forma asociación con el apellido del presidente de los Estados Unidos en aquella época: James K. Polk, el artífice en los Estados Unidos de la invasión a México, que resultó en la pérdida de más de la mitad del territorio nacional mexicano con la firma del Tratado de Guadalupe Hidalgo. Considerándose decisivo para el curso de la Guerra, el que los "polkos" hayan preferido dar un golpe de Estado contra el gobierno liberal de Gómez Farías, antes que ir al Puerto de Veracruz a hacer frente al invasor militar extranjero que agredía y amenazaba la soberanía nacional.    
- Datos: Q2441643